# Berghof (Obersalzberg)

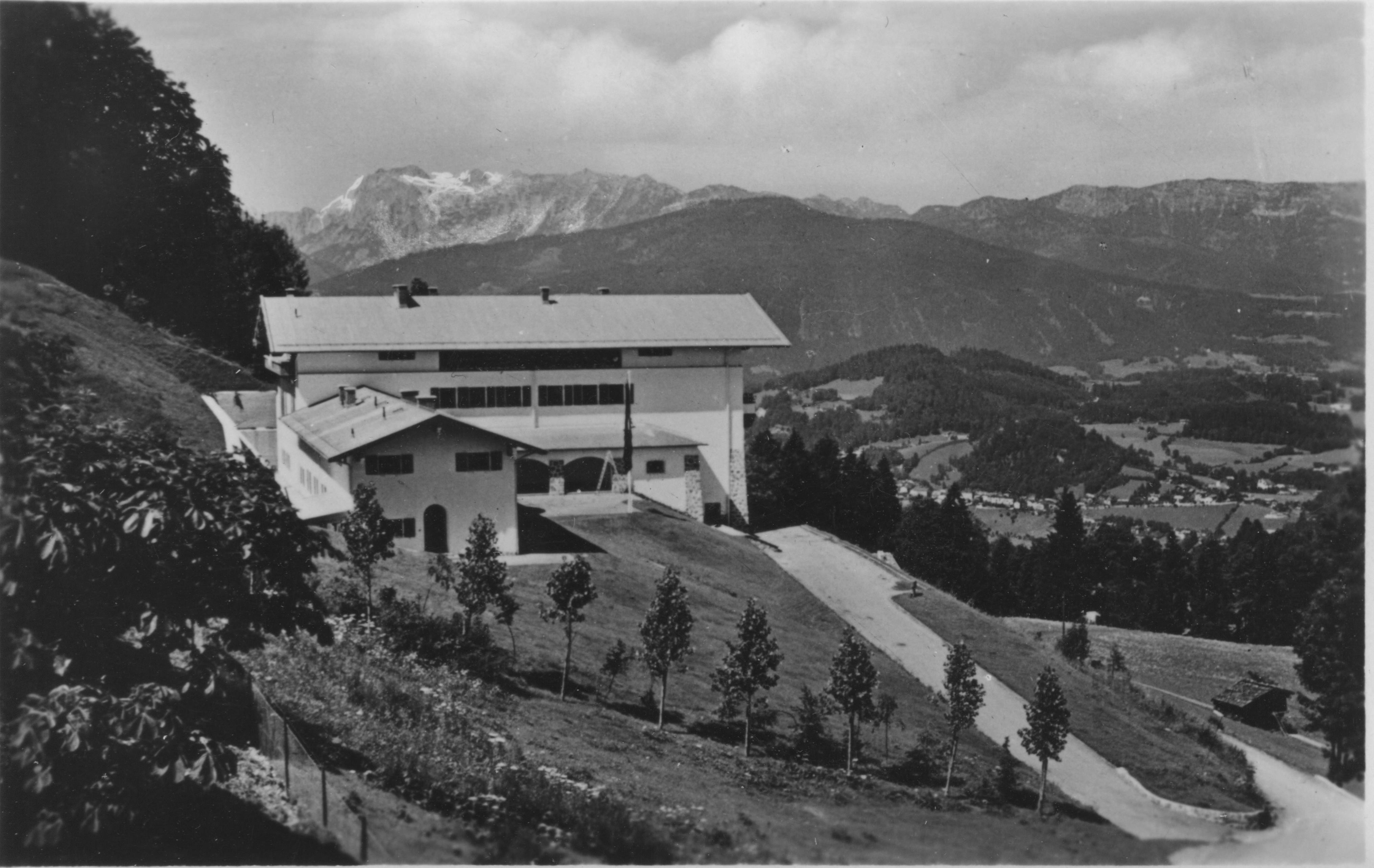
Der Berghof nach dem Ausbau 1936

Der Berghof war ursprünglich ein Landhaus in Obersalzberg (damals ein Gemeindeteil von Salzberg, seit 1972 Gemeindeteil von Berchtesgaden im Landkreis Berchtesgadener Land), das von Adolf Hitler ab 1933 erworben und ausgebaut wurde, um es von 1936 bis Juli 1944 als (Wohn-)Residenz zu nutzen.
Dieses Gebäude bildete das Zentrum des Führersperrgebietes Obersalzberg, das mit dem Bau der „Kleinen Reichskanzlei“ 1937 und dem Flughafen Reichenhall-Berchtesgaden als zweiter Regierungssitz zu einer der Machtzentralen des NS Staates wurde. Insgesamt verbrachte Hitler etwa ein Drittel seiner Regierungszeit auf dem Berghof, wo er auch ausländische Diplomaten und Politiker zu Verhandlungen empfing.
Das Gebäude wurde kurz vor Kriegsende durch einen britischen Luftangriff schwer beschädigt, 1952 ließ der Freistaat Bayern es sprengen. Die unweit vom ehemaligen Berghofgelände befindliche Dokumentation Obersalzberg stellt insbesondere die Verbindung von örtlicher und gesamter NS-Zeitgeschichte her.

## Geschichte

### Haus Wachenfeld

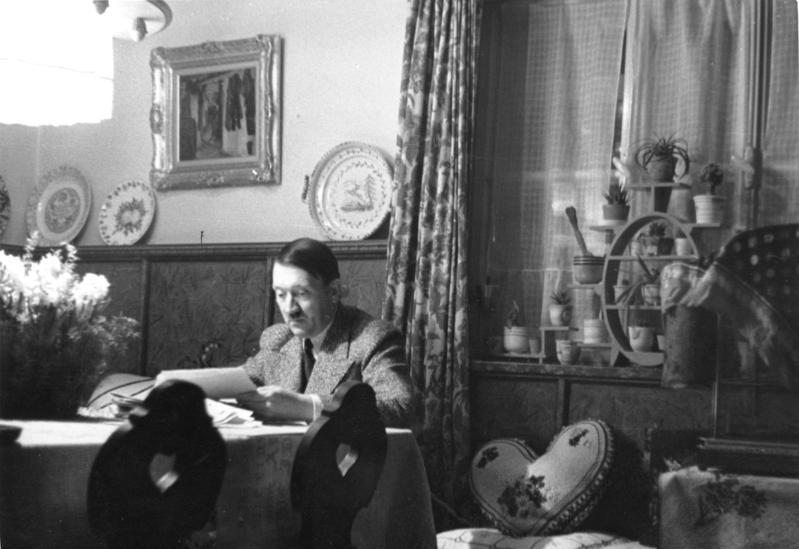
Hitler im Haus Wachenfeld, 1936

Das ursprüngliche Landhaus mit der Bezeichnung Haus Wachenfeld hatte 1916 ein Kommerzialrat Otto Winter (1855–1920) aus Buxtehude für sich und seine Familie als Feriendomizil errichtet. Seinerzeit war der damalige Salzberger Gemeindeteil Obersalzberg bereits dafür bekannt, dass zahlreiche bekannte Persönlichkeiten wie die Klavierfabrikantenfamilie Bechstein hier ihre Ferien verbrachten.
Nachdem Hitler bereits 1923 erstmals „auf dem Obersalzberg“ war, um das „NSDAP-Mitglied der ersten Stunde“ Dietrich Eckart aufzusuchen, folgten dem weitere Aufenthalte vor Ort, unter anderem 1925 in einer von der Partei später zum „Kampfhäusl“ verklärten Holzhütte.

→ siehe Hauptartikel: Führersperrgebiet Obersalzberg, Abschnitt Geschichte
Ab Oktober 1928 mietete Hitler für seine Aufenthalte in Obersalzberg schließlich regelmäßig das Haus Wachenfeld, das sich damals noch im Besitz von Margarete Winter geborene Wachenfeld (1857–1934), der Witwe von Otto Winter, befand.

### Berghof
Am 17. September 1932 machte Margarete Winter-Wachenfeld ein notariell beglaubigtes Verkaufsangebot, auf das Hitler nach seiner Machtübernahme am 26. Juni 1933 einging. Hitlers Halbschwester Angela Raubal führte ihm den Haushalt. Auch hohe Parteifunktionäre wie Hermann Göring, Albert Speer und Martin Bormann bezogen Zweitwohnsitze in Obersalzberg.
Haus Wachenfeld war zunächst nur mit einem Zaun abgesichert. Die Anwesenheit des neuen Reichskanzlers in dem kleinen Bergort zog jedoch viele seiner Anhänger an. Nach Maßgabe seiner eigenen Pläne beauftragte Hitler 1933 für einen ersten relativ geringfügigen Umbau des Gebäudes den Architekten Alois Degano, für den aufwendigeren Umbau ab 1935 den Architekten Roderich Fick. Zur Erhöhung der Sicherheit des Diktators wurde in seiner neuen „Wahlheimat“ das gesamte Areal abgeriegelt, zum sogenannten „Führersperrgebiet“ erklärt und streng bewacht. Zutritt war nur mit Berechtigungsausweis möglich. Hitler empfing Gruppen der HJ, des BDM und anderer Organisationen und präsentierte sich vor der idyllischen Bergkulisse als „Kanzler des Volkes“. Im Führerkult der NS-Propaganda präsentierte er sich als „Hitler abseits vom Alltag“ und „Hitler, wie ihn keiner kennt“. Zahlreiche entsprechende Fotoalben und Bildbände erschienen.

#### Nach dem großen Umbau

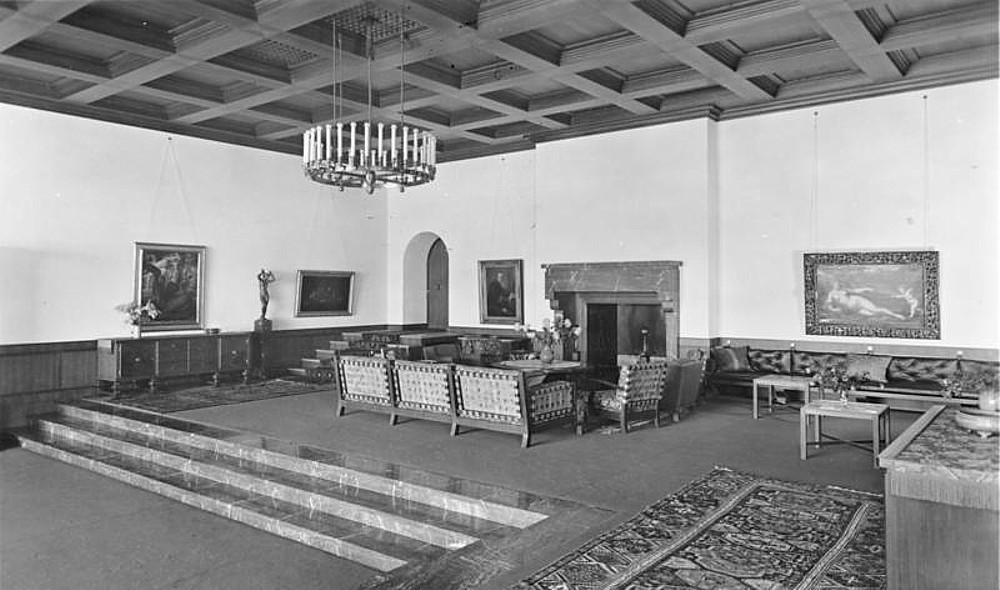
Große Halle des Berghofs, 1936

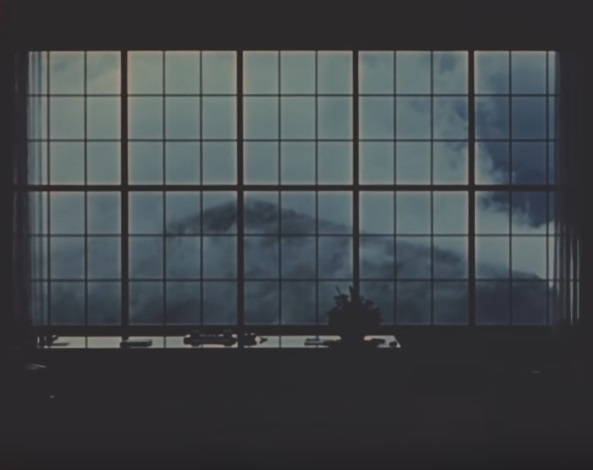
Panoramafenster mit Ausblick in nordnordwestlicher Richtung zur Kneifelspitze, im Hintergrund der wolkenverhangene Untersberg

Nach dem Umbau stand Hitler ein repräsentatives Haus zur Verfügung, das er zum Empfang von Diplomaten und Prominenten nutzte. Ein wichtiges Element seiner Repräsentation waren die Gemälde, die er persönlich aufhängte und mit Vorliebe seinen Gästen vorführte. Mit ihnen präsentierte sich der ehemalige Maler als Künstler und „genialer Sammler“ in der Nachfolge von Adolf Friedrich von Schack und Friedrich II. von Preußen. Ein weiteres berühmtes Repräsentationselement des Hauses war das 8 Meter mal 4 Meter große, elektrisch versenkbare Panoramafenster in der großen Halle. In der Vorkriegszeit besuchten ihn dort beispielsweise Prinzregent Paul von Jugoslawien, Graf Ciano (Mussolinis Schwiegersohn) und Aga Khan III. Des Weiteren verfügte der Berghof über einen Filmsaal. Hitlers Schlafzimmer war dagegen vergleichsweise spärlich ausgestattet. Es war groß, am Ende des Raumes befand sich ein Fenster, unter dem ein Bett und ein Nachtkästchen standen, hier befanden sich lediglich einige wenige Bücher. Nahe der Tür verfügte es über einen großen Kleiderschrank.
1937 empfing Hitler den Duke of Windsor nach dessen Abdankung als König Eduard VIII. des Vereinigten Königreichs zusammen mit dessen Frau Wallis Simpson. Anscheinend wollte sich der Ex-König als Repräsentant für eine internationale Friedensinitiative nach Hitlers Vorstellungen anbieten.

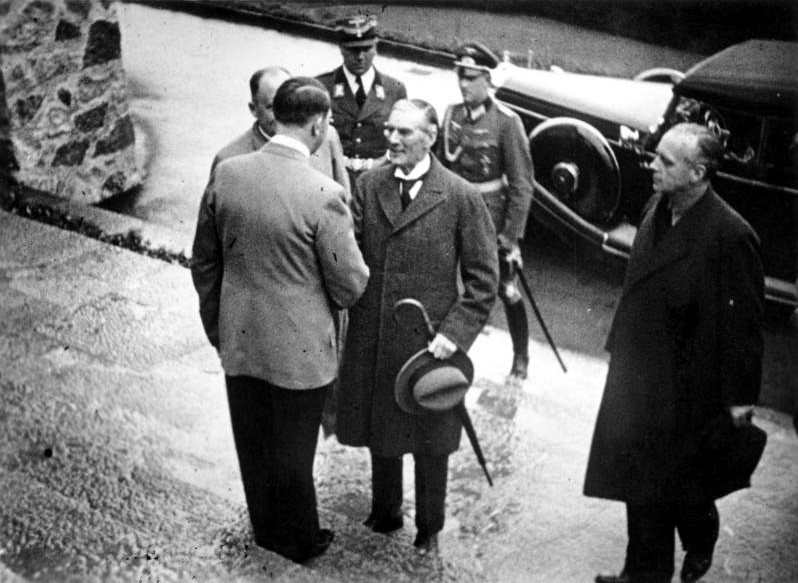
Chamberlain am Berghof, 1938

Am 12. Februar 1938 unterzeichneten Österreichs Bundeskanzler Schuschnigg und der Staatssekretär für Äußeres Guido Schmidt unter massivem Druck das Berchtesgadener Abkommen. Am 15. September 1938, während der Sudetenkrise, war der britische Premier Chamberlain zu Verhandlungen auf dem Berghof. Am 5. Januar 1939 traf Hitler den polnischen Außenminister Józef Beck. Am 20. August 1939 telegrafierte er an Stalin und unterbreitete ihm den Nichtangriffspakt. Zu einem Staatsbesuch war der Ustascha-Führer Ante Pavelić am 6. Juni 1941 auf dem Berghof.
Am 22. August 1939 hielt Hitler eine Ansprache vor den Oberbefehlshabern der Wehrmacht – später auch „Dschingis-Khan-Rede“ genannt –, in der er den Überfall auf Polen ankündigte. Auch viele innenpolitische Entscheidungen wurden auf dem Berghof getroffen. Als Henriette von Schirach bei einem Besuch 1943 Hitler auf die Judendeportationen ansprach, wurde sie gemäß Zeitzeugenaussagen daraufhin nicht mehr auf den Berghof eingeladen. Nach der Niederschlagung des Aufstandes im Warschauer Ghetto kam Himmler am 19. Juni 1943 zu einer Besprechung, auf der die Umwandlung von Ghettos in Konzentrationslager und die Ermordung der Arbeitsunfähigen beschlossen wurde (Unternehmen Cottbus).
Hitler befand sich oft und meist für längere Zeit auf dem Berghof. Insgesamt verbrachte er etwa ein Drittel seiner Regierungszeit hier, also zusammengerechnet fast vier Jahre.
Bormann, graue Eminenz am Obersalzberg, schuf daher das „Führer-Sperrgebiet“ mit einer umfassenden Infrastruktur. Etwas entfernt vom Berghof, in Bischofswiesen nahe Berchtesgaden, ließ er die Reichskanzlei Dienststelle Berchtesgaden bauen, auch „Kleine Reichskanzlei“ genannt. In Ainring bei Freilassing wurde eigens der Regierungsflughafen Reichenhall-Berchtesgaden errichtet.

#### Personal
Zum ständigen Personal des Berghofs gehörte Herbert Döhring als Hausverwalter. 22 Hausmädchen waren im Berghof über die Jahre angestellt; darunter Anna Plaim, Elfriede König und Resi Stangassinger. Eva Braun, die die Bekleidung der Stubenmädchen entwarf, wurde von diesen als Hausherrin betrachtet, obwohl sie und Hitler in getrennten Zimmern schliefen. Für alle „Mädchen“ galt das Schweigegebot über jegliche Vorgänge auf dem Berghof.
Weitere Personen, die bei Hitlers Anwesenheit ebenfalls auf dem Berghof waren, sind neben einigen Angehörigen der Leibstandarte SS Adolf Hitler der Leibarzt Theo Morell, seine Privatsekretärinnen Johanna Wolf und Gerda Christian, Chefpilot Hans Baur und Jurist Heinrich Heim gewesen.

#### NS-Propaganda

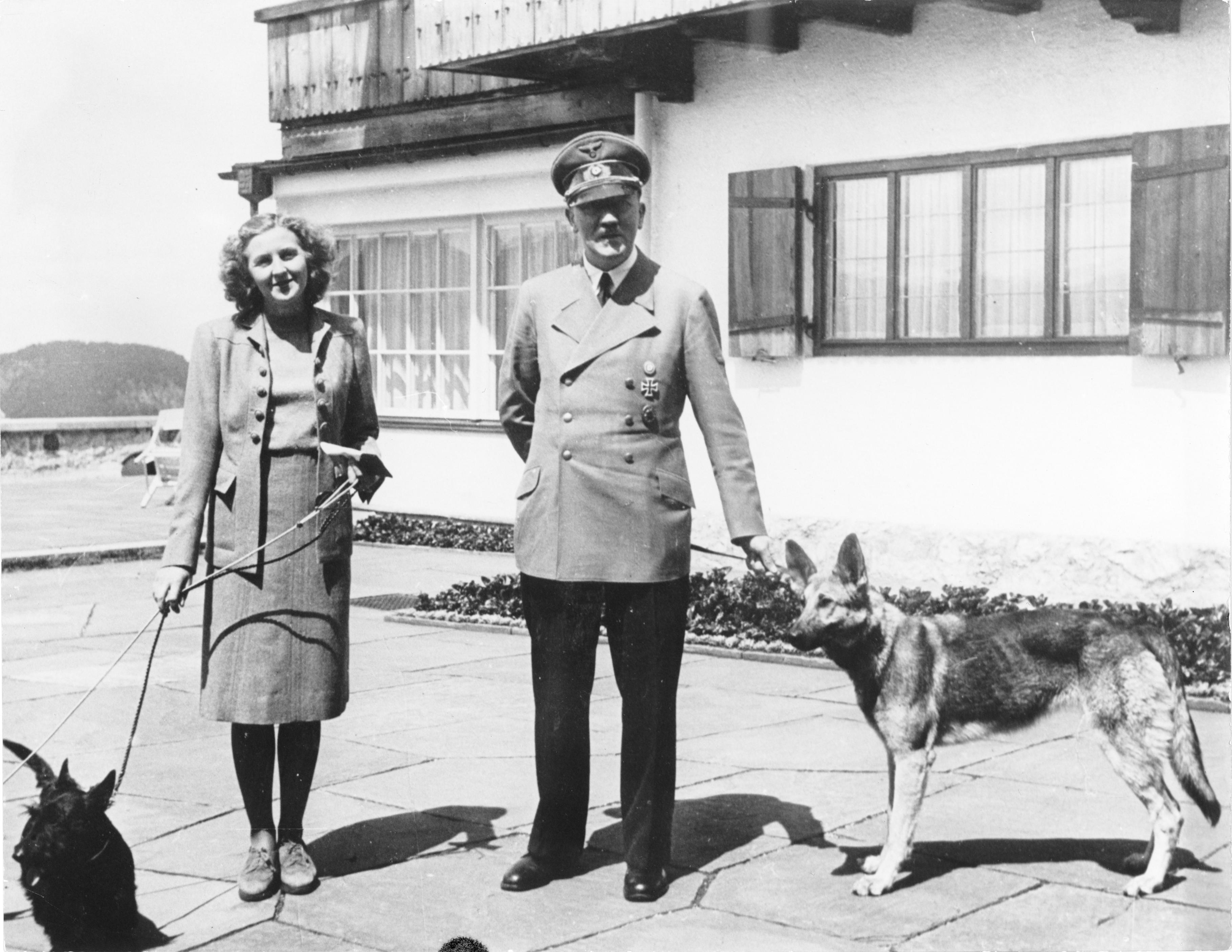
Adolf Hitler und Eva Braun auf dem Berghof, 1942

Fotoaufnahmen für die NS-Propaganda erstellte Heinrich Hoffmann. Die zahlreichen Farbfotos, die Hitlers Kameramann Walter Frentz seit 1940 machte, wurden während der Zeit des Nationalsozialismus nicht veröffentlicht. Zahlreiche Propaganda-Postkarten zeigten Hitlers Sommerresidenz und deren Umgebung. Das versenkbare Panorama-Fenster der großen Halle war allgemein bekannt. Hoffmann erstellte auch farbige Fotopostkarten des „Arbeitszimmer des Führers“. Der Personenkult um den „Führer“, der von seinem Berg herab das Volk regierte, ließ sich im grandiosen Alpenpanorama zwischen Watzmann und Königssee besonders gut inszenieren. Die Alpenidylle stand in deutlichem Kontrast zum übrigen Reich, das vom Ersten Weltkrieg noch gezeichnet war. Wie ein volksnaher Monarch lebte Hitler hier mit Eva Braun und einer Art Hofstaat der Bediensteten. Der Diktator, der Vernichtungslager errichten ließ, präsentierte sich hier als Familienmensch, Tier- und Naturfreund.

#### Kriegsende

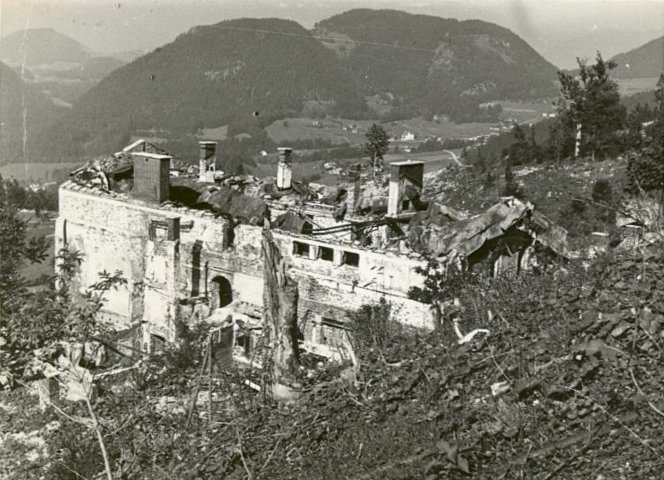
Der zerstörte Berghof, zwischen 1947 und 1949 aufgenommen

Zwischen Januar und Juni 1944 galt der Berghof und das ihn umgebende „Führer-Sperrgebiet“ formell als Führerhauptquartier. Am 14. Juli 1944, rund einen Monat nach der Landung der Alliierten in der Normandie (→ Operation Overlord), verließ Hitler den Berghof endgültig und residierte ab da in der Wolfsschanze.
Das Areal des Führersperrgebiets in Obersalzberg war lange Zeit von Luftangriffen verschont geblieben. Am 25. April 1945, fünf Tage vor Hitlers Suizid, flogen Langstreckenbomber des RAF Bomber Command einen gezielten Angriff auf den Berghof und seine Umgebung. Nach dem Luftschlag war der Berghof selbst aber nur beschädigt worden. Am 4. Mai 1945 besetzten die 101. US-Airborne Division, die 3. US-Infanteriedivision und die 2. französische Panzerdivision Berchtesgaden kampflos. Die Besetzung des Obersalzbergs war für sie derart prestigeträchtig, dass sich die amerikanischen und französischen Einheiten darum einen regelrechten Wettlauf geliefert hatten. Vor deren Eintreffen hatte die örtliche Bevölkerung im Gebäude noch geplündert, danach setzen SS-Männer den Berghof in Brand. Laut Guido Knopp nahm im Mai 1945 ein Team des US-Militärgeheimdienstes CIC u. a. auch Hitlers Schwester Paula Hitler vorläufig in Gewahrsam, die sich in der Nähe des Berghofs versteckt hatte.
Der Kunstraub im Nationalsozialismus wurde in den Nürnberger Prozessen mit Beweisstücken (wie Fotoalben von Gemälden) thematisiert, die US-Soldaten unter anderem im Berghof beschlagnahmt hatten. Hitlers Büchersammlung und andere erhalten gebliebene Gegenstände aus seinem Privatbesitz wurden beschlagnahmt.
Nach erfolgreichen Verhandlungen zwischen den Amerikanern und dem Freistaat Bayern wurde ein Teil des Obersalzbergs, zu dem auch das Areal der Berghof-Ruine gehörte, unter der Bedingung, die Ruinen des Berghofes und das Göring-Haus dem Erdboden gleichzumachen, 1951 an den Freistaat Bayern zurückgegeben. Dieser ließ am 30. April 1952, genau sieben Jahre nach Hitlers Suizid in Berlin, die Ruine des Berghofs sprengen und das Gelände wieder aufforsten.

### Gegenwart

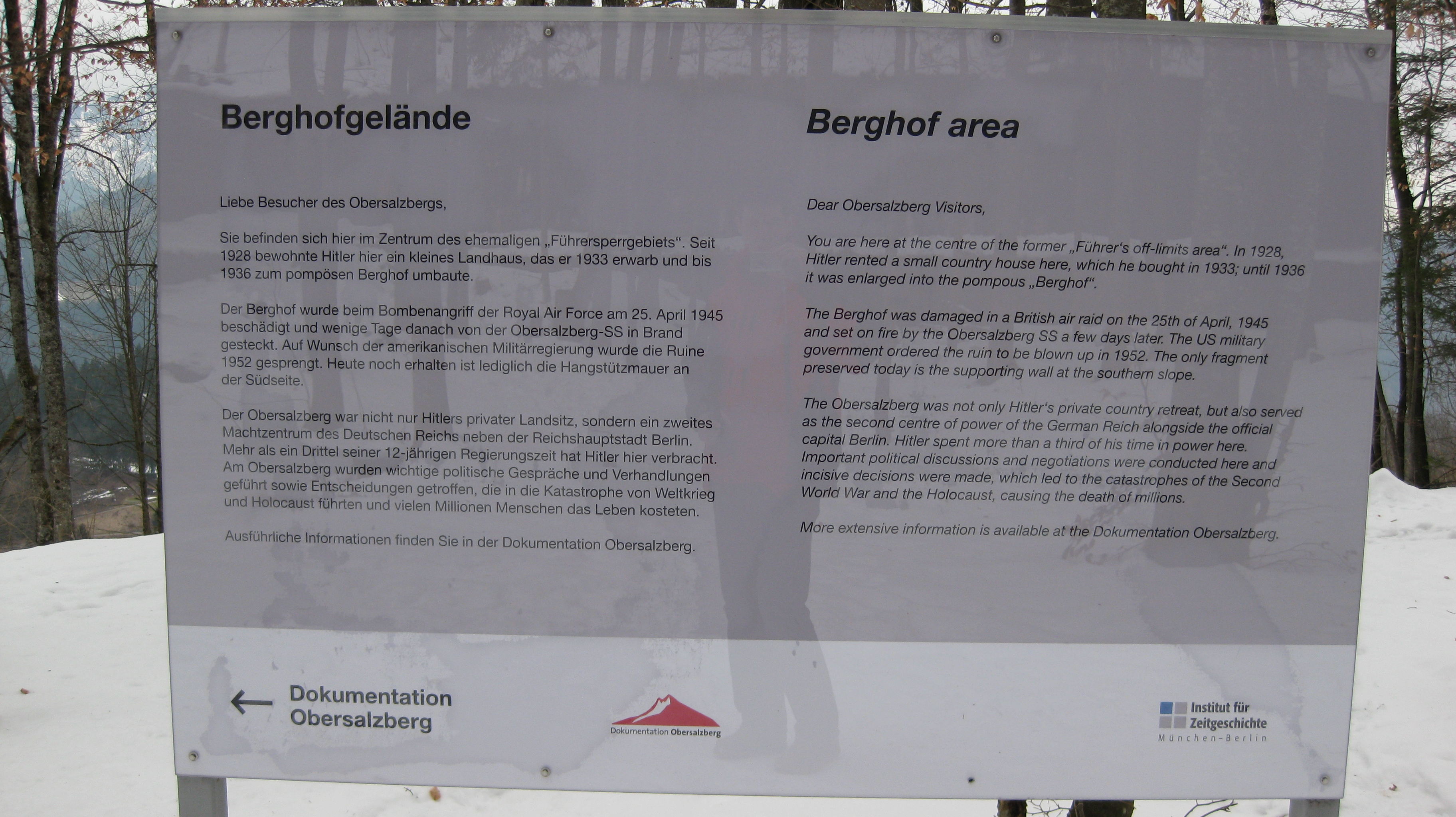
Hinweistafel am Berghof-Gelände

Nachdem die Amerikaner 1996 den Obersalzberg vollständig an den Freistaat Bayern übergeben hatten, gab dieser die Errichtung einer ständigen Ausstellung in Auftrag. Die Dokumentation Obersalzberg, als „Lern- und Erinnerungsort“ unweit des Berghof-Grundstücks, die durch das Institut für Zeitgeschichte wissenschaftlich geleitet wird, wurde am 20. Oktober 1999 eröffnet. 2008 errichtete das Institut als Ergänzung dazu am Gelände des ehemaligen Berghofs eine Hinweistafel.

## Rezeption
Walter Krüttners dokumentarischer Kurzfilm Es muß ein Stück vom Hitler sein beschäftigt sich mit der Jagd von Touristen aus aller Welt nach originalen Hitler-Devotionalien am Berghof Anfang der 1960er Jahre und der Befriedigung der Nachfrage vor Ort. Die Fernsehserie Switch reloaded parodierte ab 2007 unter dem Titel Obersalzberg die Comedyserie Stromberg, wobei Hitler mit den Eigenschaften des Chefs Bernd Stromberg dargestellt wurde.